# Aegyptobia kerkyrae
Aegyptobia kerkyrae är en spindeldjursart som beskrevs av Hatzinikolis och Papadoulis 1997. Aegyptobia kerkyrae ingår i släktet Aegyptobia och familjen Tenuipalpidae. Inga underarter finns listade i Catalogue of Life.